# 弒星者基地
弒星者基地（英語：Starkiller Base），是《星際大戰》系列電影中的虛構要塞，在STAR WARS：原力覺醒中是由第一軍團所制造的行星超光速武器。。它和以前銀河帝國製造的死星不一樣，不是一個人造星體，而是由一個冰層星球依魯（Ilum，又稱伊冷星）改造而成，由第一軍團的指揮官---史諾克所指揮。

## 概述
該行星吸收恆星的能量，并且把能量存儲在核心容器內，以進行武器充能，充能大慨要20分鐘。隨著武器充能都吸收該恆星大量的能量，加快恆星的衰變，最後該恆星會隕滅成為紅巨星。而弒星者基地的武器把儲存的能量以超光速發射，快到達目標時分散。運行方式與死星類似。
在STAR WARS：原力覺醒中，第一軍團製造了弒星者基地，類似三十多年前安鐸戰役所製造的死星要塞，用來消滅新共和。電影中，芬恩（Finn）為了拯救被凱羅·忍帶走的芮（Rey），而和韓索羅與秋巴卡闖入弒星者基地，解除核心容器的防護罩，讓X翼戰機得以進行轟炸。之後弒星者基地核心容器瓦解，引發爆炸，整個行星崩毀成沒有陸地的岩漿行星，疑似被凱羅·忍殺死的韓蘇洛下落不明。

## 幕後
基地名字的由來是佐治·魯卡斯在經典三部曲的早期草圖中給路克·天行者的名字---「安尼金·弒星者」（英語：Annikin Starkiller）。

## 外部連結
- Wookieepedia上的相关条目：弒星者基地